# Macroderes greeni
Macroderes greeni är en skalbaggsart som beskrevs av Kirby 1818. Macroderes greeni ingår i släktet Macroderes och familjen bladhorningar. Inga underarter finns listade i Catalogue of Life.